# إليزابيث كريستين من براونشفايغ-فولفنبوتل-بيفيرن
إليزابيث كريستين من براونشفايغ-فولفنبوتل-بيفيرن (بالألمانية: Elisabeth Christine von Braunschweig)‏ (8 نوفمبر 1715 - 13 يناير 1797)؛ كانت ملكة بروسيا القرينة من خلال زواجها من فريدرخ العظيم، قبل الزواج كانت تعرف بدوقة براونشفايغ-فولفنبوتل-بيفيرن، وكما عرف عنها بأنها حملت أطول فترة حكم لـ ملكة بروسيا القرينة.

## السيرة الذاتية
كانت إليزابيث كريستين الابنة الكبرى لـ فرديناند ألبرخت الثاني دوق براونشفايغ-فولفنبوتل-بيفيرن وزوجته أنطوانيت أمالي من براونشفايغ-فولفنبوتل.
في 1733 أُجبر الأمير الوراثي فريدرخ الذي فشل في محاولة هروب من نظام والده الاستبدادي بالزواج منها، كانت إليزابيث كريستين هي ابنة شقيقة الإمبراطورة إليزابيث كريستين زوجة الإمبراطور كارل السادس، وبالتالي تم ترتيب الزواج من بلاط النمساوي على أمل تأمين نفوذهم على بروسيا لجيل آخر.
ومع 12 يونيو 1733 أصبحوا متزوجون رسمياً في مقر والدها الصيفي بـ قلعة شالتسدلوم في فولفنبوتل، في ليلة زفافهما امضى فريدرخ ساعة معها متردد ثم سار خارج الغرفة طوال الليل، نظراً لظروف كان معروفاً عن فريدرخ أنه كان مستاءً من الزواج من البداية، بحيث أنها وافق على الزواج من أجل استعادة حريته من نظام والده الاستبدادي.
ومع ذلك كان موقف إليزابيث كريستين التي كانت في السابع عشر عاماً في بلاط برلين صعباً منذ البداية، لأن دعم الوحيد الذي يمكن الاعتماد عليه هو دعم الملك، بحيث ظل حماها فريدرخ فيلهلم الأول مرتبط بها حتى وفاته مولعاً بشكل خاص بإيمانها، ومع ذلك كان فريدرخ داهية للغاية بما يكفي للفرصة التي أتاحت له لأن ذلك يؤدى إلى تحسين علاقته مع والده بحيث استخدمها بشكل منتظم للحصول على مزايا من والده، خلال السنة الأولى من الزواج كان فريدرخ يقيم في نويروبين في حين أُقيمت إليزابيث كريستين في بلاط الملك، بحيث أمطر عليها برسائل تتطلب تصريح للسفر والمال وما إلى ذلك من الملك أو حتى من عائلته في فولفنبوتل واستمر الحال على ذلك حتى انتقال الزوجين إلى قصر في راينسبرغ في 1736.
هُناك سمح له بالاحتفاظ ببلاط صغير خاص به لأول مرة، فيما يبدو أن الحياة الزوجية كانت طبيعية كما كانت في أي وقت مضى - ومع ذلك اختفت أساس العلاقة بينهما التي تميزت بأنها حب من طرف واحد على حساب فريدرخ واستمر حال حتى وصوله إلى العرش في 1740.
بعد وفاة حماها فريدرخ فيلهلم الأول في 1740، بدأ فريدرخ وإليزابيث كريستين في العيش بشكل منفصل بحيث تجدر بذلك طوال حياتها في المستقبل، لم يظهر لفريدرخ أي اهتمام جنسي بالنساء، كانت المرأة الوحيدة التي اعتبرها صديقاً حميماً هي شقيقته الكبرى الأميرة فيلهلمينه، تعاطفت حماتها صوفي دوروتيا معها وكانت غالباً ما تدعوها إلى مقر إقامتها.
لم يهتم فريدرخ بحياة البلاط الاحتفالية والتمثيلية وهو ما ربطه بالتأثير غير المبرر لدخول المرأة في شؤون الدولة، وبالتالي ترك معظم المناصب شاغرة في بلاطه، ومع ذلك خلال سنوات الأولى من حكمه قام بإحياء حياة البلاط إلى حد ما، ولكن بعد اكتمال من قصر سانسوسي في بوتسدام في 1747 قضى حياته في عزلة أكثر في سانسوسي في الصيف وفي قصر بوتسدام الملكي في الشتاء، لم يظهر في الديوان الملكي ببرلين سواء في المناسبات خاصة مثل أعياد ميلاد أعضاء العائلة وأحيانا خلال زيارات الأمراء الأجانب.
على الرغم من ازدرائه لحياة البلاط التمثيلية إلا أنه أدرك أهميتها في نظام الدولة وبالتالي لم يلغي الحياة القضائية في بروسيا؛ إلا أنه ترك حياة التمثيل فعلياً لزوجته، لذلك لعبت إليزابيث كريستين دوراً هاماً: خلال السنوات سبع عشر الأولى من الحكم شاركتها في ذلك حماتها صوفي دوروتيا، ولكن مع وفاتها في 1757، أصبحت تعمل لوحدها، منح فريدرخ لإليزابيث كريستين قصر شونهاوزن كمقر الصيفي، وأيضا إعادة تزيين شقتها في القصر برلين الملكي، وأيضا عُين بلاط كبير لمساعدتها في الحفاظ على روتين البلاط في برلين بحيث استطعت استقبال السفراء والأمراء والجنرالات الأجانب، وأيضا استضافة فعاليات البلاط من أعياد الميلاد وحفلات الزفاف، وأيضا استضافة أحيانا حلقات اللاهوتيين اللوثرية.
كان الملك نادراً ما حضر في أي أحداث البلاط في حين الملكة كانت حاضرة دائما، زار الملك فريدرخ احتفال عيد ميلاد الملكة مرتين فقط في 1741 و1762، وأيضا كان غائباً في كثير من حفلات الزفاف الملكية مثل حفلة زفاف الأمير هاينريخ في 1752 والأمير فريدرخ فيلهلم في 1765، حيث كانت تعمل كممثل له: غالباً ما يكون غائباً حتى في مناسبات أعياد ميلاد الرسمية، حيث كانت تتلقى تهاني عيد ميلاد بالنيابة عنه، وإذ حضر لم يبقى طويلاً حتى يغادر مرة أُخرى، وغالباً ما يكون غائباً أيضا حتى مهام الرسمية: مثل زيارة الرسمية التي قام بها دوق روسيا الأكبر في 1776، بينما كان يشارك نادراً في الحياة القضائية في برلين، ومع ذلك لم يزور مطلقاً بلاطها في شونهاوزن وأيضا لم يقوم بدعوتها في قصر سانسوسي، على الرغم من إليزابيث كريستين لم تشارك مطلقاً في السياسة ولم تكن لها أي تأثير على الإطلاق.
خلال حرب السنوات السبع غاب الملك بشكل دائم عن العاصمة لمدة ستة سنوات لم يترك للملكة أي تعليمات أو مسؤوليات رسمية، ومع ذلك أصبحت رمزاً لمقاومة البروسية في العاصمة خلال الحرب، بحيث ظهرت أمام الحشود الهتافة في ذات مرة، وعندما تعرضت برلين للتهديد في 1757 أمرت بإخلاء البلاط إلى ماغديبورغ، ومع ذلك كانت قادرة على العودة إليها في 1758 ولكنها أُجبرت على إخلائها مرة أُخرى في 1760، وفي هذه المناسبة رأت سانسوسي لأول مرة في عام 1763، وعندما رآها الملك فريدرخ لأول مرة منذ ست سنوات؛ علق قائلاً (لقد أصبحت مدام بدينة تماماً)؛ وعلى الرغم من عدم اهتمام بها، إلا أن طالب باحترام إليزابيث كريستين كملكة ومهمتها في الحفاظ على الحياة التمثيلية في البلاط التي تجنبها، ومع ذلك انفصاله عنها وافتقارها للتأثير اللاحق وإلى جانب شخصيتها الخجولة، أثارت الشفقة حولها وجعلت من الصعب عليها أن تحظى بالاحترام؛ في مناسبة واحدة على سبيل المثال: رفض مغنون الأوبرا ظهور في حفلاتها الموسيقية، واضطرت على المطالبة فريدرخ بمعاملتها بالاحترام.
أصبحت إليزابيث كيستين أرملة بعد وفاة فريدرخ العظيم في 17 أغسطس 1786 لم تكن حاضرة أثناء وفاته وبحيث لم تراه منذ يناير 1786، ولكنها تعاطفت مع وفاته لأنه كان ذو شعبية في البلاد، وفقاً لإرادة فريدرخ أَمَّنَ لها إستمرار دخلها المعتاد ولكن أيضا على 10000 طلب إضافي سنوياً وأيضا لها الحق في إقامة في أي قصر ملكي تختاره، وأيضا وجه ابن شقيقه فريدرخ فيلهلم ومن يخلفه في أن يعاملوها دوماً باحترام.

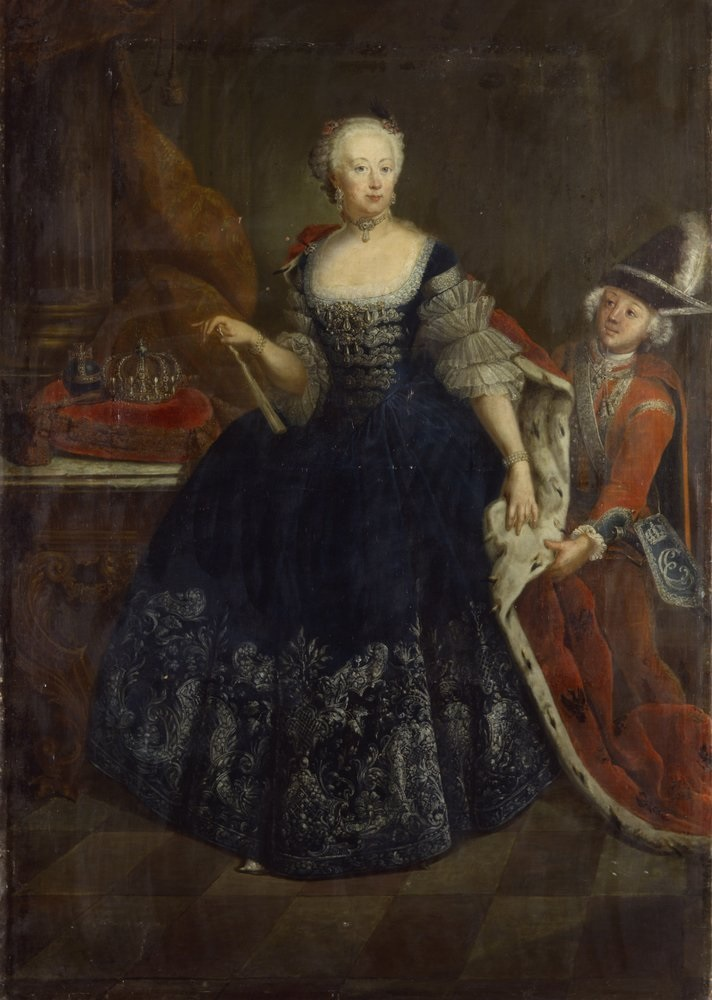
إليزابيث كريستين كملكة

وأيضا بصفتها الملكة الأرملة قامت إليزابيث كريستين بدور نشط في الحياة العامة نظراً لخبرتها الطويلة في التعامل مع الحياة التمثيلية في البلاط خلال عهد فريدرخ العظيم، كانت إليزابيث كريستين بصفتها أهم من الملكة القرينة وغالباً ما يتم استشارتها في مسائل الآداب، وكانت مشاركته مشهورة في الحياة الاجتماعية في المجتمع الراقي، وكانت حاضرة كثيراً في حفلات الزفاف والتعميد أعضاء العائلة، كانت مركزاً في الحياة الأسرية الملكية، حيث كانت تقابلهم دائما أثناء تواجدهم بعيداً وخاصة مع الأميرة شارلوته فريديريكه.
توفيت إليزابيث كريستين عن عمر يناهز الواحد والثمانون، ودفنت في كاتدرائية برلين.